# Platoon Leader (film)
Pour plus de détails, voir Fiche technique et Distribution.
Platoon Leader est un film américain réalisé par Aaron Norris, sorti en 1988.

## Synopsis
Le lieutenant Jeffrey Knight, officier fraichement sorti de l'Académie militaire de West Point, est déposé par un hélicoptère près du poste qu'il doit commander, au Viet Nam, et il fait connaissance avec les vétérans qui s'y trouvent depuis un certain temps. Le sergent McNamara explique au nouvel arrivé que la troupe n'a pas besoin d'un officier trop attaché au règlement. Le seul homme qui semble apprécier l'officier est Parker, l'opérateur radio.
Au cours d'une patrouille, le lieutenant Knight s'accroche à un fil qui déclenche une mine. Il est évacué en urgence grâce au radio Parker qui avertit les secours et au sergent McNamara qui organise une zone d'atterrissage. Tandis que Knight est en train de se remettre de ses blessures dans un hôpital militaire, le Major Flynn lui demande s'il veut retourner au poste, ce à quoi le lieutenant répond favorablement. Quand il arrive au poste, il ne retrouve pas ses affaires : les hommes rapportent discrètement ce qu'ils ont pris, et c'est Parker, tout confus, qui en rapportant un livre qu'il lui a « emprunté », explique que les hommes ne s'attendaient pas à le voir revenir. Knight comprend alors qu'il doit encore gagner leur respect.
Lors d'une patrouille, les hommes de Knight découvrent le cadavre d'une jeune femme du village qui avait sympathisé avec un soldat, exécutée pour collaboration avec l'« occupant colonisateur ». Peu après, ils surprennent un groupe de Vietcongs en train de se baigner et leur envoient quelques grenades, en rétribution pour cet assassinat.
De nouveau en patrouille, le groupe est attaqué par une fort contingent Vietcong. Le radio Parker est blessé par un tir de mortier. Knight appelle l'infirmier, mais Parker meurt devant son lieutenant. McNamara et le reste du groupe rejoignent le lieutenant pour faire retraite ensemble autour du sergent Roach, qui porte une arme plus puissante. Une semaine plus tard, le major Flynn envoie trois hommes en renfort au poste. Parmi eux, Don Pike, une forte tête. Knight le confie au sergent Roach pour une mission de déminage. Au cours de celle-ci, Roach demande à Pike de tenir son doigt sur la mine qu'il est en train de désamorcer tandis qu'il prend le temps d'aller uriner, ce qui laisse Pike dans un état second. Peu après, Knight découvre Private Bacera en train de se droguer alors qu'il devait partir en patrouille. Bacera utilise son arme pour faire comprendre à Knight qu'il pourrait le tuer. Le jour suivant, au cours d'une patrouille menée par Knight, qui surveille Bacera, celui-ci se suicide d'une overdose alors qu'il prétendait s'isoler pour faire ses besoins.
Une nuit, Knight est réveillé par un léger bruit, et sortant de son bunker, découvre un ennemi infiltré dans le poste. Il le tue et alerte ses hommes de l'attaque imminente. Ayant tiré quelques fusées éclairantes, ils voient la masse des Vietcongs s'avançant vers le poste. Le combat fait rage. Knight demande un soutien aérien, mais le poste subit de graves pertes.
Le lendemain, Knight est visité par le capitaine Killinski, le lieutenant Riley et un autre lieutenant. Le capitaine Killinsky expose un plan pour attaquer le reste des forces Vietcong qui sont encore dans la région. Knight propose une manœuvre alternative, à laquelle Killinski consent du fait de l'expérience du lieutenant.
Le groupe de Knight se déplace vers la position prévue, et McNamara est envoyé en éclaireur, alors qu'il vient de faire part d'un mauvais pressentiment. De fait, il est surpris et fortement blessé. Knight le rejoint et le fait évacuer par hélicoptère. Entre-temps, les Vietcongs se sont infiltrés et ont attaqué le village que le poste américain est censé protéger. Arrivés au village, les hommes de Knight éliminent les Vietcongs et constatent le massacre qui a été effectué. Ils sont alors pris sous le feu de mortiers, et Knight est blessé à l’œil. Il est soigné par le sergent Roach, qui sauve aussi un bébé du bombardement, l'ayant récupéré sur le cadavre de sa mère.
Après la bataille, Knight hospitalisé rend visite à McNamara et lui fait un résumé de ce qui s'est passé. Il partage avec lui son questionnement sur le sens de cette guerre, puis laisse McNamara se reposer. Quelques semaines plus tard, McNamara revient au poste et l'échange avec Knight est bien plus cordial qu'auparavant.

## Fiche technique
- Titre : Platoon Leader ou Nam[1]
- Réalisation : Aaron Norris
- Scénario : Andrew Deutsch, Rick Marx, David L. Walker, Harry Alan Towers (adaptation), d'après Platoon Leader de James R. McDonough
- Musique : George S. Clinton
- Photographie : Arthur Wooster
- Montage : Michael J. Duthie
- Production : Harry Alan Towers
- Sociétés de production : Cannon Group & Breton Film Productions
- Société de distribution : Cannon Film Distributors
- Pays :  États-Unis
- Langue : Anglais
- Genre : Guerre
- Durée : 97 min
- Sorties en salle : 
  - Aux États-Unis : octobre 1988
  - En France, inédit à Paris, distribué en province[1]
- Résultats : 1 348 771 US $

## Distribution
- Michael Dudikoff : Le lieutenant Jeffrey Knight
- Robert F. Lyons (en) : Le sergent Michael McNamara
- Michael DeLorenzo : Le soldat Raymond Bacera
- Jesse Dabson : Le soldat Joshua Parker
- Rick Fitts : Le sergent Robert Hayes
- Brian Libby : Le sergent Roach
- Tony Pierce : Le soldat Jan Shultz
- Daniel Demorest : Le soldat Duffy
- Michael Rider : Le soldat Don Pike
- William Smith : Le major Flynn
- Al Karaki : Le soldat Kemp
- Evan J. Klisser : Le soldat Larsen
- Evan Barker : Le capitaine Klinski
- Andre Jacobs : Le capitaine Davies (non crédité)
- A.J. Smith : Le lieutenant Riley
- Themi Venturis : nouveau lieutenant
- Raymond Phoenix : lieutenant

## Critiques
Le film a reçu des critiques mitigées, en particulier parce qu'il est considéré comme une imitation de Platoon d'Oliver Stone (1986). 
Après la sortie de Platoon Leader en DVD en décembre 2017, Ed Travis, critique cinématographique de Cinapse, a loué la prestation de Michael Dudikoff
« for turning in the best performance of his career by a substantial margin »
— Ed Travis, 27 décembre 2017

« pour avoir réalisé la meilleure performance de sa carrière avec une marge substantielle »
 Il écrit également : 
« There's absolutely no surprises. Nor is there really much of a hook. I guess the "point" is that leaders are made on the battlefield and not in the classroom. Or that being "in the shit" is what truly makes the man. The problem is that the viewer never for one second believes that Lt. Knight won't become the man his men need him to be. It's all very pre-determined and becomes a fairly dry watch with little to cause one to invest in the drama, while also eschewing lots of the Cannon Films trademark excess (...) At worst, it's boring. At best, it's sincere! »
— Ed Travis - 27 décembre 2017

« Il n'y a absolument aucune surprise. Il n'y a pas vraiment non plus d'accroche. Je suppose que le 'point' est que les leaders se font sur le champ de bataille et non dans la salle de classe. Ou qu'être 'dans la merde' est ce qui fait vraiment l'homme. Le problème est que le spectateur ne croit jamais une seule seconde que le lieutenant Knight ne deviendra pas l'homme dont ses hommes ont besoin qu'il soit. Tout est très prédéterminé et devient un visionnage assez sec avec peu de choses pour inciter à s'investir dans le drame, tout en évitant beaucoup d'excès de marque de fabrique de Cannon Films (...) Au pire, c'est ennuyeux. Au mieux, c'est sincère ! »

Le même mois, Austin Trunick de Under the Radar Magazine écrit une critique tout aussi mitigée du film : 
« Do come in prepared for some of the usual chest-beating and flag-waving of the subgenre; the Viet Cong are treated mostly as faceless baddies only there to be blown up and shot up en masse in gratuitous slow motion. Expect bullets to hit three enemies at once, and single grenades to explode multiple times and in different locations »
— Austin Trunick - 12 décembre 2017

« Venez préparés à certaines des émotions et des élans de patriotisme habituels du sous-genre ; les Viet Cong sont traités principalement comme des méchants sans visage qui ne sont là que pour exploser et être abattus en masse avec un ralenti sans intérêt. Attendez-vous à ce que les balles touchent trois ennemis à la fois et que des grenades explosent plusieurs fois et à différents endroits »
 Il fait aussi l'éloge de la performance de Dudikoff par rapport à la star sous contrat de Cannon Films Chuck Norris, également connu pour son film d'action d'après-guerre du Vietnam de 1988 Portés disparus 3.

## Autour du film
Il s'agit du seul film dirigé par Aaron Norris où son frère Chuck Norris ne joue pas.